# Castelo de Biggar
O Castelo de Biggar foi um castelo do século XII em Biggar, South Lanarkshire, na Escócia. Parece ter sido abandonado no século XIV.
O castelo de mota foi construído no século XII por Baldwin de Biggar, que recebeu o baronato de Biggar de David I da Escócia. Baldwin e o seu filho Waltheof eram xerifes de Lanarkshire.